# James Robert Knox
James Robert Knox, GCC (2 de março de 1914 - 26 de junho de 1983), foi um cardeal da Igreja Católica australiano, presidente do Pontifício Conselho para a Família, entre 1981 e 1983; Prefeito da Congregação para o Culto Divino e a Disciplina dos Sacramentos, entre 1974 e 1983; e o quinto arcebispo de Melbourne, servindo entre 1967 e 1974.

## Primeiros anos
Knox nasceu em Bayswater, na Austrália Ocidental. Ele era filho de John Knox, nascido na Irlanda, e sua esposa, Alice Emily, nascida Walsh. Frequentando escolas católicas em Perth, Knox solicitou à Arquidiocese que estudasse para o sacerdócio, mas foi rejeitado porque era mais barato recrutar e educar padres na Irlanda. Ele se candidatou com sucesso para se tornar padre na Abadia Beneditina Territorial de Nova Norcia e completou sua escola secundária no Colégio Santo Ildefonso, antes de entrar no seminário em 1936. Em setembro daquele mesmo ano, ele foi transferido para o Pontifícia Universidade Urbaniana em Roma.
Ordenado sacerdote em 22 de dezembro de 1941, ele prosseguiu seus estudos de pós-graduação, obtendo doutorados em teologia (1944) e direito canônico (1949). Incapaz de retornar à Austrália durante a Segunda Guerra Mundial, ele foi designado para o pessoal da Propaganda College, tornando-se vice-reitor em 1945. Ele serviu como membro da equipe da Secretaria de Estado do Vaticano de 1948 a 1950. Ele também era membro da equipe da Rádio Vaticano por um ano entre 1949 e 1950 e nomeado para o posto de monsenhor em 22 de julho de 1950. Foi Secretário do Delegado Apostólico no Japão de 1950 a 1953.

## Episcopado
O Papa Pio XII o nomeou Arcebispo-titular de Sé Titular de Melitene e Delegado Apostólico na África Britânica em 20 de julho de 1953. Ele foi consagrado em novembro daquele ano em Roma pelo cardeal Celso Constantini. Ele foi internúncio na Índia e Delegado Apostólico em Burma e Ceilão de 1957, onde ele estava envolvido com a expansão das Missionárias da Caridade da Madre Teresa. Knox participou do Concílio Vaticano II em Roma.
Em 13 de abril de 1967, sem experiência pastoral direta, Knox foi apontado como o quinto arcebispo de Melbourne . Após os decretos do Concílio Vaticano II, em 1970, Knox aprovou a extensão do santuário da Catedral de São Patrício na travessia do transepto para fornecer o espaço necessário para os ritos litúrgicos reformados. O novo santuário trabalhou admiravelmente para as muitas cerimônias do 40º Congresso Eucarístico Internacional realizada em Melbourne em fevereiro de 1973. Knox reorganizou a estrutura da arquidiocese, estabelecendo quatro regiões chefiadas por bispos auxiliares, a criação de 12 departamentos arquidiocesanos chefiados por vigários episcopais, bem como o estabelecimento de um Senado de Padres e outros órgãos consultivos. Durante seu episcopado como arcebispo, Knox também foi fundamental na criação do Melbourne College of Divinity e, posteriormente, em algumas das partes constituintes que se tornaram a Australian Catholic University.

## Cardeal
Em 5 de março de 1973, o Papa Paulo VI nomeou Knox Cardeal-presbítero de Santa Maria em Vallicella. No início de 1974, Knox foi nomeado prefeito de ambas as Congregações para o Culto Divino e a Disciplina dos Sacramentos e assumiu sua nomeação em março daquele ano em Roma. Em 1º de julho de 1974, sua renúncia ao episcopado pastoral de Melbourne foi aceita. Em 1975, Knox havia fundido as duas congregações. Ele foi nomeado em 1973 como Presidente do Comitê Permanente para Congressos Eucarísticos Internacionais . Em 1981, o Papa João Paulo II nomeou Knox como o Presidente inaugural do Pontifício Conselho para a Família reconstituído, substituindo o Pontifício Comitê para a Família.
Em 1982, sua saúde declinou e, em maio de 1983, ele ficou seriamente doente com um problema circulatório. Ele morreu aos 69 anos em 26 de junho daquele ano em Roma e foi enterrado na cripta da Catedral de São Patrício, em Melbourne. Um retrato de 1974 de Knox pelo artista de Melbourne Paul Fitzgerald foi realizado pela catedral.

## Conclaves
- Conclave de agosto de 1978 - participou da eleição do Papa João Paulo I.
- Conclave de outubro de 1978 - participou da eleição do Papa João Paulo II.